# Thyreus plumifer
Thyreus plumifer är en biart som först beskrevs av Brauns 1909.  Thyreus plumifer ingår i släktet Thyreus och familjen långtungebin. Inga underarter finns listade i Catalogue of Life.